# João Gonçalves (músic)
João Gonçalves fou un músic portuguès nascut a Elvas.
Les obres d'aquest compositor es mencionen en el catàleg de la biblioteca del rei de Portugal, publicada per Graesbek el 1649. Fou organista de la catedral de Sevilla i deixà escrits per aquesta algunes composicions no ex-centes de mèrit.